# Utetes zelotes
Utetes zelotes är en stekelart som först beskrevs av Marshall 1891.  Utetes zelotes ingår i släktet Utetes och familjen bracksteklar. Arten är reproducerande i Sverige. Inga underarter finns listade i Catalogue of Life.